# Операција Муња ’93
Операција Муња 93 је била војна операција коју је 11. јануара 1993. извела 505. бужимска бригада Армије Републике Босне и Херцеговине (АРБиХ). Операција је имала за циљ да се од Војске Републике Српске (ВРС) поврати контрола над територијом на подручју Бањана.

## Позадина
У тајности планираној током октобра 1992. године, у операцији је учествовало 360 наоружаних бораца 505. Бужимске бригаде подељених у шест група. Додатних 360 ненаоружаних припадника пратило је иза борбених група, са задатком да евакуишу жртве и сакупе оружје од мртвих или рањених. Насупрот њима био је батаљон ВРС-а 1. новиградске лаке бригаде, опремљен тежим наоружањем од снага АРБиХ.

## Операција
Главни напад циљао је на Бањане и Добро Село. Операција је почела 11. јануара нападима на бункере ВРС-а, обиљеженим употребом фразе "Алаху акбар". У року од два сата, АРБиХ је нанијела значајан пораз 1. крајишком корпусу ВРС. До десет сати већина планираних положаја је обезбеђена, осим школе Бањани, која је два дана касније заузета. Контранапади ВРС уз употребу елитних трупа нису успели да поврате изгубљено подручје.

## Последице
505. бужимска бригада повратила је око 40 км2 територије током операције. Губици АРБиХ износили су 18 војника, од којих је 8 погинуло првог дана. Жртве ВРС-а укључивале су 160 потврђене смрти, и неколико стотина рањених. Операција Муња 93 значајно је ојачала репутацију 505. Бужимске бригаде, демонстрирајући њихову способност да превладају упркос суочавању са снагама са супериорним наоружањем.